# Bhawanipur (Sarlahi)
Bhawanipur (nepalski: भवानीपुर्, trl. Bhavānīpur, trb. Bhawanipur) – gaun wikas samiti w środkowej części Nepalu  w strefie Dźanakpur w dystrykcie Sarlahi. Według nepalskiego spisu powszechnego z 2001 roku liczył on 499 gospodarstw domowych i 2809 mieszkańców (1298 kobiet i 1511 mężczyzn).